# 酒は涙か溜息か
酒は涙か溜息か（さけはなみだかためいきか）は、1931年（昭和6年）9月に日本コロムビアから藤山一郎の歌唱によって発売された昭和歌謡である。

## 概要
作曲家・古賀政男、作詞家・高橋掬太郎、歌手・藤山一郎の出世作となった大ヒット曲。また、日本で最初にクルーナー唱法を取り入れた作品としても知られる。当時、古賀は新進作曲家として注目されはじめたばかりで、高橋は北海道で地方新聞の記者、藤山一郎は東京音楽学校（東京芸術大学音楽学部の前身）に在籍し将来を嘱望されたクラシック音楽生だった。
折からの世界恐慌による不況にも拘らず、発売直後から大ヒットし、当時の蓄音機の国内普及台数の4倍のセールスを記録したという。1932年（昭和7年）2月末日までの売上は80万枚。歌のヒットにより、のちに松竹映画『想い出多き女』、新興キネマ『酒は涙か溜息か』として映画も製作された。

## 経緯
1931年（昭和6年）夏、北海道の新聞記者の高橋掬太郎が日本コロムビア文芸部宛に詩を投書したことがきっかけだった。文芸部から作曲を依頼された古賀政男は、都々逸のような七五調の短い詩の作曲に当初は苦心し、毎日ギターで三味線の曲や民謡を弾いて模索していた。
好評を博した前作『キャンプ小唄』で古賀政男とコンビを組んだ藤山一郎は、出来上がった楽譜を見るなり、音域が低すぎて簡単には歌えそうにないと感じたという。当時、アメリカに滞在していた姉からマイクロフォンにささやくように歌うクルーナー唱法の存在を聞いていた藤山は、日本ではまだ誰も知らなかったこの歌い方を吹込みの際に取り入れてみた。正統な声楽技術を解釈した歌唱法を確立した。

## 収録曲
1. 酒は涙か溜息か
  - 作詞：高橋掬太郎、作曲：古賀政男、歌：藤山一郎
  - 松竹映画『想い出多き女』主題歌
2. 私此頃憂鬱よ
  - 作詞：高橋掬太郎、作曲：古賀政男、歌：淡谷のり子
  - 松竹映画『想い出多き女』挿入歌

## エピソード
高橋掬太郎が書いた詩は、もともと高橋の馴染みの芸妓・千成がある事情から廃業することになり、その送別会の席上にて、高橋が即興で扇に書いて、彼女へ餞別として送ったものだった。のちに彼女はカフェの雇われマダムとなり、『酒は涙か溜息か』のモデルになったということもあって、店は大いに繁盛していた。しかし、昭和9年（1934年）の函館大火により、記念の扇子もろとも店も消失し、千成もまもなく失意のうちに病死したという。
なお、『酒は涙か溜息か』のB面は、同じく作曲：古賀政男、作詞：高橋掬太郎による『私此頃憂鬱よ』であり、歌ったのは当時本格的に流行歌手として活動をはじめたばかりの淡谷のり子だった。

## 類似曲
『酒は涙か溜息か』のヒットにより、柳の下のドジョウを狙った類似曲がいくつか生み出された。
夢は涙か思出か（夢は涙だか思出か）
- 作詞：鹿山映二郎、作曲：文芸部（小泉信治）、歌：中野忠晴、レーベル：鳳凰印ニッポンレコード（後のオーゴンレコード）
- 『酒は涙か溜息か』の作曲者である古賀政男が著作権侵害であるとして、ニッポンレコードと朝鮮語の歌詞をつけて発売していた帝国発明社を相手取り裁判を起こす。1934年（昭和9年）4月、東京地方裁判所により2社の著作権侵害が認められた。

酒は涙よ溜息よ
- 作詞：英はじめ、作曲：服部良一、歌：黒田進（楠木繁夫の変名）、レーベル：太平蓄音機
- 服部良一は、後に自伝『ぼくの音楽人生』で会社から命令され渋々作曲したと回想している。

## カバー
酒は涙か溜息か
- 松原のぶえ - アルバム『松原のぶえ　古賀メロディを唄う』（2003年12月10日発売）収録
- 大川栄策 - アルバム『目ン無い千鳥』（1970年に発売されたアルバムを2004年2月18日再発売）収録
- 天童よしみ - アルバム『名曲 日本のこころ 歌心1』（2011年9月21日発売）収録
- 氷川きよし - アルバム『新・演歌名曲コレクション3 -みれん心-』（2016年6月14日発売）収録 
- 秋元順子 - アルバム『Dear Songs Ⅱ』（2017年3月8日発売）収録
- 三山ひろし - アルバム『歌い継ぐ!昭和の流行歌 VIII』（2017年5月10日発売）収録